# Točka v neskončnosti
Točka v neskončnosti je v geometriji idealizirana mejna točka na »koncu« vsake premice.
V primeru afine ravnine, ki vključuje evklidsko ravnino, obstaja ena idealna točka za vsak sveženj vzporednih premic ravnine. Če se povežejo te točke, so dobi projektivna ravnina v kateri nobena točka ni odlikovana, če se »pozabi« katere točke so bile dodane. To velja za geometrijo čez poljubni komutativni obseg (polje), in bolj splošno čez poljubni obseg.
V stvarnem primeru točka v neskončnosti dopolni premico v topološko sklenjeno krivuljo. V višjih razsežnostih vse točke v neskončnosti tvorijo projektivni podprostor z eno razsežnostjo manj od celotnega projektivnega prostora, kateremu pripada. Točka v neskončnosti se lahko doda tudi h kompleksni premici, ki se lahko obravnava kot kompleksna ravnina, in jo tako pretvori v zaprto ploskev, znano kot kompleksna projektivna premica {\displaystyle \mathbb {C} \mathbb {P} ^{1}\,}, ki se imenuje tudi Riemannova sfera, kjer so kompleksna števila preslikana v vsako njeno točko.
V primeru hiperboličnega prostora ima vsaka premica dve različni idealni točki. Tukaj ima množica idealnih točk obliko kvadrika.